# Movimento de Esquerda Revolucionária (Peru)
O Movimento de Esquerda Revolucionária (em castelhano:  Movimiento de Izquierda Revolucionaria; MIR) foi um grupo marxista-leninista fundado no Peru em 1962 por Luis de la Puente Uceda e seu grupo “APRA-Rebelde”, um grupo dissidente do APRA que reuniu o governo nas décadas de 1950 e 1960. 
Inspirado pela Revolução Cubana e próximo de uma posição não alinhada que se opunha ao Partido Comunista do Peru, União Soviética e China, o grupo iniciou ações de guerrilha contra o governo em 1965. Após a morte de seu líder no final de 1965, o MIR se dividiu em três facções diferentes. Uma delas, o MIR-EM, fundiu-se com o Partido Socialista Revolucionário (Marxista-Leninista) em 1982 para criar o Movimento Revolucionário Túpac Amaru (MRTA). As duas outras facções, MIR-VR e MIR-IV, juntaram-se à coalizão parlamentar de esquerda Izquierda Unida no início dos anos 1980.